# Bert Flugelman

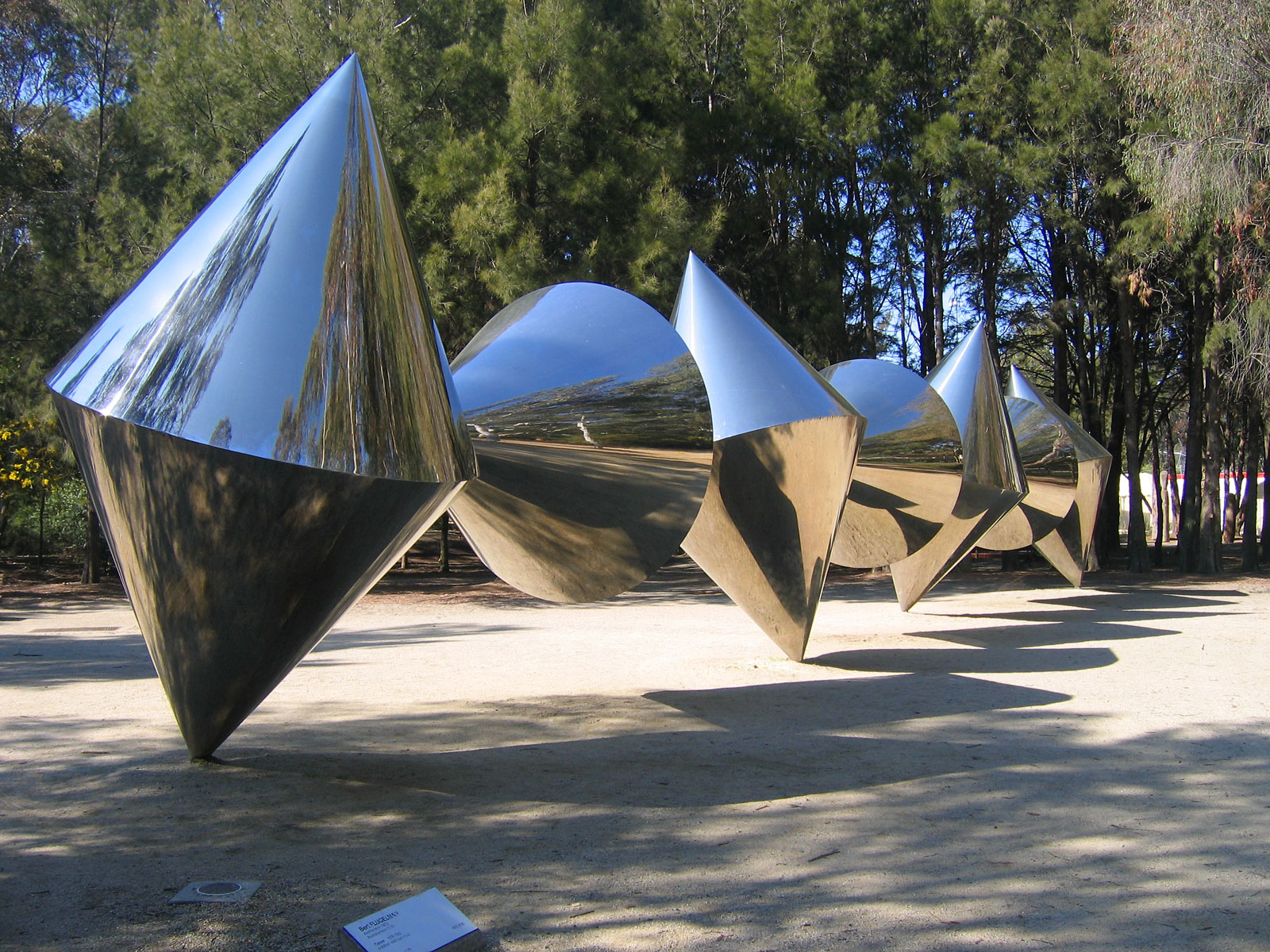
Cones, au National Museum of Australia, Canberra

Herbert « Bert » Flugelman, né le  28 janvier 1923 à Vienne, en Autriche, et mort le 26 février 2013 à Bowral, est un sculpteur australien. Il est surtout réputé pour ses sculptures géométriques en acier inoxydable.

## Biographie
Sa famille émigre en Australie en 1938, alors qu’il est âge de 15 ans. De 1943 à 1946, Flugelman sert dans l’armée australienne (poste non combattant). De 1948 à 1951, il étudie à la National Art School de Sydney.
De 1951 à 1955 il voyage à l’étranger mais en 1952 il contracte la poliomyélite, ce qui le laisse partiellement handicapé. En dépit de cela, plusieurs de ses expositions à la Piccadilly Gallery de Londres et la Barone Gallery de New York sont un succès. Il rentre en Australie en 1955.
De 1972 à 1983, Flugelman est conférencier à l’école d’art de l’université d'Australie-Méridionale, puis il prend la tête du département sculpture. C’est à cette époque qu’il réalise quelques-unes de ses œuvres les plus connues, en particulier Festival Sculpture (1974), Spheres (1977) et Cones à la Galerie nationale d'Australie (1982).
Sa carrière n’a pas été exempte de controverses, avec sa sculpture à la scie tronçonneuse de Margaret Thatcher et le Silver Shish Kebab à Sydney, que le maire, Frank Sartor, a fait déplacer vers Spring Street.

## Source
- (en) Cet article est partiellement ou en totalité issu de l’article de Wikipédia en anglais intitulé « Bert Flugelman » (voir la liste des auteurs).